# Grúzskoye (Krasnodar)
Grúzskoye (del ruso: Грузское) es un selo del raión de Krylovskaya del krai de Krasnodar de Rusia. Está situado a orillas del río Grúzskaya, cerca de su desembocadura en el río Yeya, 19 km al nordeste de Krylovskaya y 176 km al nordeste de Krasnodar, la capital del krai. Tenía 203 habitantes en 2010
Pertenece al municipio Novopashkóvskoye.